# Критій (Платон)
«Критій» — один з останніх творів Платона, присвячений опису ідеальної держави. Частина твору втрачена або не була дописана, але вказівки на його зміст містяться в «Тімеї», зокрема про стародавніх афінян, які мали б втілювати собою досконалу державу. Діалог відомий тим, що тут міститься докладний опис міфічної Атлантиди.

## Зміст
Твір починається описом його зв'язку з «Тімеєм». Далі слідує роздум про уподібнення як художній метод опису досокналої держави, прохання богів про прихильність.
Критій оповідає про могутню державу Атлантиду, яка багато років процвітала, але її правителі загордилися і намірилися завоювати всі сусідні землі. Предки афінян виступили проти загарбників і подолали їх, після чого боги покарали атлантів, затопивши Атлантиду. Афіни згадуються тут як приклад ідеальної держави, що перегукується з діалогом «Держава». А саме: там не існує нічого зайвого, жінки і чоловіки рівні в своїх заняттях і обов'язках, у воїнів уся власність спільна, Афінська держава має ідеальне географічне положення. Описуються положення Афінської держави, життя різних верств населення, краса тіла її жителів, справедливість і слава.
Далі Критій докладно розповідає про Атлантиду, її походження, історію, географію та населення. Згадує виродження атлантів, втрату ними чеснот і справедливості, що викликало гнів Зевса і загибель Атлантиди.

## Основні ідеї
«Критій» тісно пов'язаний з «Тімеєм», він не має ідейної спрямованості, принаймні у збережному до наших днів вигляді. В цьому творі відбувається ідеалізація тисячолітнього минулого, яке підноситься із застосуванням складної рефлексії людини високої цивілізації. Хоча філософські моменти розсіяні в «Критії» скупо, Платон продовжує там опис ідей своєї утопічної держави. Якщо в «Державі» на перший план висувалося вчення про ідеї, то «Критій» містить більше описів повсякденного життя. Стародавні Афіни і Атлантида називаються ідеальними країнами, причому Атлантида зображена набагато більш яскраво, ніж Афіни. Проте ідеальний лад Атлантиди починає псуватися, в результаті чого гине і сам острів. Про загрозу занепаду ідеальної держави Платон попереджає вже в ранішому діалозі «Держава» (VIII 546bc).
Попри відсутність нових ідей, «Критій» містить виразний зразок художньої творчості Платона. У діалозі «Критій» Платон вперше серед джерел, які збереглись донині, згадує поняття калокагатії:
| Такими вони були, і таким чином вони справедливо управляли своєю країною і Елладою, по всій Європі і Азії не було людей більше знаменитих і прославлених за красою тіла і за багатогранною чеснотою душі.[3] |